# TV Globo
TV Globo, även kallat Rede Globo eller bara Globo, är en brasiliansk TV-kanal. Med sina 120 miljoner dagliga tittare är Globo Sydamerikas största och världens fjärde största TV-kanal; endast USA:s ABC, NBC och CBS är större. Det är också den näst största producenten av telenovelas, tillsammans med Mexikos Televisa, Venezuelas Venevisión och USA:s Telemundo.

## Historia
TV Globo grundades 1965 i Rio de Janeiro, där man fortfarande har sitt huvudkontor och det mesta av sin verksamhet. Endast en liten andel av programmen spelas in i São Paulo, Brasiliens största marknad för TV. År 2007 innehade TV Globo cirka 45–65 procent av tittarna under bästa sändningstid.
3 januari 1983 startade kanalen "Bom Dia Brasil" som första TV-morgonprogram i Sydamerika.